# Xir Ghazi Khan
Xir Ghazi Khan fou kan de Khiva vers el 1715 al 1732. Pertanyia a la casa reial dels djànides o astrakhànides de Bukharà.
El 1713 va arribar a Astracan un cap turcman de nom Khoja Nefes, i va suggerir al príncep Samonof, un natiu de Gilan que s'havia establert a Rússia i s'havia fet cristià, que en aliança amb els turcmans el russos podrien dominar els districtes del l'Oxus inferior on s'havia trobat or. El territori pertanyia als uzbeks de Khivà i aquestos, per un cert temor als russos, tenien el costum de fer rescloses a la desembocadura del riu a la mar Càspia, però que amb un petit esforç el riu podia ser tornat al seu curs anterior. Pel mateix temps Pere el Gran va tenir notícies del príncep Gagarin, el qual va comunicar que s'havia trobat or prop d'Erket (Yarkand). Khoja Nefes i Samonof van anar a Sant Petersburg on foren presentats a l'emperador pel príncep Bekovitx Txerkaski, capità de la guàrdia; els informes sobre l'or foren confirmats per Ashur Beg, enviat de Khivà, que va estar a Sant Petersburg del 1713 al 1715, i va suggerir que Rússia hauria de construir una fortalesa a la desembocadura de l'Oxus, al braç de Krasnovoda, i que el kan no s'oposaria a retornar a l'Oxus al seu antic llit i a l'eliminació de les rescloses. Ashur Beg tornava a Khivà el 1715 quan fou detingut a Astracan per la revolució en què almenys Arang Khan (sinó foren més revoltes) hauria estat substituït al tron per Xir Ghazi Khan.
Pere el Gran, atret per l'or, va decidir enviar una expedició a Khivà i en va encomanar la tasca al príncep Alexander Bekovitx Txerkaski, abans esmentat, que era fill d'un príncep circassià refugiat a Rússia en el regnat de Sultan Husayn I de Pèrsia (1694-1722); Alexandre s'havia casat amb una filla del príncep Boris AlexandrovitTx Galitzin, havia estat batejat i havia rebut un càrrec a la guàrdia reial; fou elegit per la seva suposada familiaritat amb els tàrtars (en realitat els circassians i els tàrtars no tenen res a veure) i havia d'inspeccionar l'antic curs de l'Oxus i assegurar el reconeixement pel kan de la supremacia de Rússia, construint alguns forts a llocs adequats a la boca de l'Oxus; després seguiria cap a Bukharà mentre el tinent Kojin aniria a l'Índia i un altre oficial a les mines d'or de Yarkand; van rebre les credencials pels kans de Khivà i Bukharà, i pel Gran Mogol i van sortir l'estiu del 1716 amb 4.000 homes. En arribar a la costa est de la mar Càspia van construir tres forts: Tuk Karagun, Alexandrobaesk, i Krasnovodsk, aquest darrer suposadament al punt d'un antic ramal de l'Oxus. Allí van quedar guarnicions; llavors va enviar delegats per davant cap al kan de Khivà (per informar del seu viatge) i va tornar cap al Volga on va reclutar a Kazan a 500 suecs que estaven presoners a Kazan, i que servirien com a dragons, que van quedar sota comandament del major Frankenberg; després van embarcar al Volga arribant per terra a Gurief el juliol de 1717 amb un cos de cosacs de Grebensk i de nogais, i una caravana de 500 persones d'Astracan, artesans, tàtars i bukharians; a Gurief se li van unir 1.500 cosacs de l'Ural; dos dies després va arribar al Yemba que va creuar amb basses de fusta; va enviar a Mirza Tevkekf a explorar la ruta a l'Índia i Xina però l'enviat fou detingut a Astarabad pels perses (alliberat fou retornat a Astracan).
Txerkaski fou advertit per Ayuka, cap dels calmucs, i per una carta del seu enviat Voronin, que a Khivà se li preparava una recepció hostil; però es trobava prou fort per afrontar-la. Dos dies després ba arribar a BagaTxatof, i en cinc dies va arribar als turons d'Irkitsh on el Ust Urt o Txink s'albira. Llavors, remuntant l'altiplà, va arribar a la mar d'Aral, la riba del qual va recórrer set setmanes, excavant pous i netejant altres d'antics. A quatre dies de Khivà van arribar enviats del kan amb regals que foren ben rebuts per Txerkaski; tot i aquesta recepció suposadament amable, es van produir atacs de la cavalleria corasmia, que tot i que oficialment no rebien ordes del kan, actuava amb la seva complaença sinó sota ordes de Xir Ghazi.
Txerkaski es va acostar a Khivà que fou evacuada pels seus habitants. Es va reunir el consell i un dels caps, Dussan Biy, va indicar que valia més combatre els russos amb perfídia. El kan va estar d'acord i va comunicar al cap rus que havia malinterpretat l'objecte de la seva missió però que informat pel seu amic el cap calmuc Khan Ayuka que era de caràcter pacífic, s'excusava i els donava la benvinguda al país i li enviava alguns dels principals personatges de l'estat per fer un acord, però mentre li pregava no entrar a Khivà per no alarmar als ciutadans. Bekovitx Txerkaski va caure al parany; va fer el que se li demanava mentre ell mateix amb només 500 homes quasi tots civils, va anar a Khivà, deixant a Frankenberg al càrrec de l'exèrcit; una vegada a Khiva fou detingut i el seu seguici massacrat.
Txerkaski va haver d'escriure una carta al seu campament on ordenava entregar les armes als corasmis per seguretat i quedar aquarterats als afores de la ciutat. Frankenberg no va obeir l'orde, que li fou donada una segona vegada i fou igualment refusada; però a la tercera vegada, amenaçat l'oficial amb un càstig sèver, va obeir; una vegada entregades les armes i aquarterats, els russos foren atacats i dominats; els que no foren morts foren convertits en esclaus; els russos i alguns artillers van passar al servei del Khan. Bekovitx fou portat davant el kan i se li va ordenar agenollar-se, cosa a la qual es va negar i fou mort de manera bàrbara. El seu cap fou enviat com a regal al kan de Bukharà que el va refusar. Els caps de Samonof i altres foren posades en llances a les portes de Khivà. D'aquesta expedició es conserven les restes d'un fort al golf d'Aibugir. Es diu que la manca de prudència de Bekovitx Txerkasi fou deguda al fet que havia rebut uns dies abans la notícia que la seva dona i fill s'havien ofegat al Volga i havia quedar desconcertat i en estat de xoc.
El 1725, l'italià Florio Beneveni, treballant pel Servei Exterior de Rússia, que parlava persa i turc, va visitar Khiva. El seu diari fou publicat posteriorment. Havia anat des de Pèrsia a Bukharà on va arribar el novembre de 1721 i hi va restar quatre anys. En aquest temps hi va haver una conspiració a Bukharà que volia enderrocar Abu l-Faiz Muhammad Khan i posar al tron a Xir Ghazi Khan; el complot fou avortat i un considerable nombre de dirigents uzbeks foren executats. Uzbeks descontents van anar a les estepes i amb el suport de Xir Ghazi Khan va saquejar diverses caravanes i combois que anaven a Bukharà on es va notar la manca de productes. Els bukharians van proclamar kan a un príncep de nom Timur Sultan, fill de Musi Khan (possible descendent d'Abu l-Ghazi Bahadur Khan), que vivia exiliat a Bukharà, com a kan en oposició a Xir Ghazi. Va esclatar la guerra civil i els turcmans foren cobejats pels dos pretendents, cobrant del dos sense servir a cap.
Xir Ghazi va recórrer a un uzbek de la seva confiança (que havia instigat la mort de Txerkaski) al que va subornar (i del qual no s'esmenta el nom, només el títol de Biy (cap); va escortar juntament amb tres uzbeks més a una dama a la que Timur Sultan tenia en alta estimació i això li va fer guanyar la confiança del pretendent; es va fer passar per partidari seu però en realitat el que volia era matar-lo per cobrar la recompensa promesa; es va oferir pel comandament de les tropes que havien de sorprendre a Xir Ghazi en un punt concret i va escriure al seu senyor per advertir-lo, però la carta fou interceptada i el cap infidel fou executat amb quatre conspiradors més; els seuss cap foren enviats com a trofeu al kan de Bukharà. Timur Sultan va atacar dues vegades la ciutat de Khivà però no la va poder ocupar. Xir Ghazi es va mantenir al tron mercès a la seva generositat amb els diferents caps. El seu plan per atacar Bukharà fou rebutjat pels seus homes i es va haver de limitar a intentar trencar l'aliança del kan amb Timur per mitjans diplomàtics. Va viure en constant temor als russos per si volien venjar a Txerkaski; Pere el Gran estava aleshores preparant una campanya contra Pèrsia i el kan pensava que les operacions podien anar dirigides contra ell i va advertir els bukharians que si els russos conquerien Khivà després seguiria Bukharà, demanant una política comuna. Timur també va alertar a Abu l-Faiz Muhammad Khan dels preparatius russos però fou advertit que si arribava el cas, els havia de rebre amablement i de cap manera molestar-los.
Per conciliar-se a Pere el Gran, Xir Ghazi va decidir alliberar els presoners russos i va convidar a Beneveti a visitar Khiva. La situació a Bukharà era de completa anarquia; cada un dels caps o begs esdevenia cap d'una banda; un d'ells, Atalik Ibrahim, es va apoderar de Samarcanda i va posar al tron a un cosí de Xir Ghazi, conegut com a Rejim Khan, casant-se amb la seva filla. La influència d'Ibrahim va atreure bona part dels grups uzbeks i van assolar el territori de la rodalia de Bukharà. Abu l-Faiz va nomenar un nou atalik, i li va ordenar atacar als rebels, però els soldats no volien obeir, volien la seva paga i ser dirigits pel mateix kan; aquest ni s'atrevia a sortir de la ciutat. Beneveni estava convençut que si la seva verdadera personalitat era coneguda, seria assassinat; una de les queixes que es deien contra el kan eren la seva tolerància contra aquest kafir agent dels russos.
Després de la campanya russa a Pèrsia l'hostilitat dels uzbeks contra Rússia es va apaivagar però l'ansietat de Xir Ghazi per entrevistar-se amb Beneveti va augmentar. Ara van arribar notícies que Rejim Khan marxava des de Samarcanda cap a Bukharà i un pànic general es va estendre entre la població i Beneveti va aprofitar per marxar de la ciutat oficialment cap a Meshed. Les peticions urgents de Xir Ghazi per anar a Khivà foren eludides abans de la seva sortida amb l'excusa que no tenia instruccions de l'emperador d'anar a aquest kanat i que ja havia demanat instruccions a Sant Petersburg. Però el 1725 va rebre una nova petició i va optar per anar-hi però amb la condició que la seva missió no seria coneguda pel kan de Bukharà, ja que si ho era seria detingut; per això va fingir marxar cap a Meshed amb una caravana. La seva primera sortida fou el 10 de febrer de 1725 però va haver de tornar a causa d'una emboscada dels turcmans.
El 16 de març de 1725 Beneveti va escriure al seu govern dient que Bukharà estava en condicions precàries i els carrers estaven en mans dels lladres, que l'antic governant de Balkh havia recuperat el poder i havia matat el germà de Timur Sultan, i es queixava de les condicions molt dures que havia aguantat des de 1723; també informava que Timur amb els aralians i els karakalpaks havia atacat per dues vegades la ciutat de Khivà però s'havia acabat retirant per manca de coratge; afegia que els seus esforços per marxar havien estat frustrats per les intrigues dels oficials bukharians.
Finalment va poder sortir de manera clandestina amb quatre camells i es va dirigir a Khiva. Fou rebut cordialment i allotjat a la casa de Dostam Biy, l'home de confiança del kan. Es va negociar un tractat entre Beneveti i delegats del kan que van excusar la mort de Txerkasi dient que havia anat a Khivà amb actitud hostil i que els fets eren els fets; oferia l'alliberament dels esclaus russos; els regals que portava Beneveti eren de poc valor i encara els millors se'ls va quedar Dostam Biy, però finalment fou rebut en audiència pel kan que va parlar de la mala fe del kan de Bukharà i com havia utilitzat a un dels seus ambaixadors per retornar-lo al seu rival Timur, cosa que el italo-rus va contestar amb intel·ligent diplomàcia causant una bona impressió al kan. Sobre la causa del seu viatge a Bukharà va aclarir que havia anat a felicitar al kan per la seva pujada al tron (que en realitat havia estat 14 anys abans). En aquest temps Timur havia derrotat a les forces khivanes i es preparava per atacar la ciutat per tercer cop. Va sortir de Khivà l'agost acompanyat per Subhan Kuli, delegat del kan, arribant sa i estalvi a la frontera russa.
Coràsmia era en aquest temps el gran mercat d'esclaus de l'Àsia central i uns deu mil russos i perses estaven captius allí i treballaven als camps i canals; eren venuts per kazakhs, turcmans i calmucs. El 1728 es va preparar un plan entre els esclaus russos i perses per matar el kan i proclamar al kan d'Aral (Timur) de la dinastia tradicional arabshàhida. Aquest només tenia 5000 homes i no podia acabar de prendre el poder amb aquestes forces així que va acceptar encantat les propostes dels esclaus; els uzbeks van tenir notícies aviat del complot i van matar als russos abans que el kan d'Aral hagués iniciat el moviment. Vuitanta russos es van refugiar en una casa on foren assetjats i curts de menjar van pactar la sortida a canvi de la vida. El kan d'Aral va arribar a Khivà al cap de dos dies de la seva rendició, i en veure la lluita acabada, va retornar.
No se'n sap res més fins al 1731 quan hi fou enviat el coronel Erdberg però assaltat pel camí, va haver de retornar. El final de Xir Ghazi és desconegut. El va succeir Ilbars Khan III.